# Cristian Fabbiani
Cristian Gastón Fabbiani (Ciudad Evita, 3 settembre 1983) è un allenatore di calcio ed ex calciatore argentino, di ruolo attaccante, tecnico del Newell's Old Boys.
In patria viene soprannominato "El ogro", motivo che spinge il calciatore a tatuarsi l'orco di Shrek.

## Carriera
Dopo un particolare trasferimento dal Palestino al Gerusalemme, va a giocare nel Cluj, in Romania. La squadra lo cede in prestito dopo una stagione al Newell's Old Boys, formazione di Rosario. Nel gennaio 2009 Fabbiani viene ceduto in prestito nuovamente, questa volta al River Plate, per cui mette a segno il primo gol il 15 febbraio 2009 nella trasferta vinta per 2-1 contro la formazione del Rosario Central. Finita l'avventura nel River Plate con il bottino di 2 reti in 16 presenze e svincolatosi dal CFR Cluj, firma un triennale con il Veracruz, squadra militante nella seconda serie messicana.